# Herz-Jesu-Kirche (Hoven)

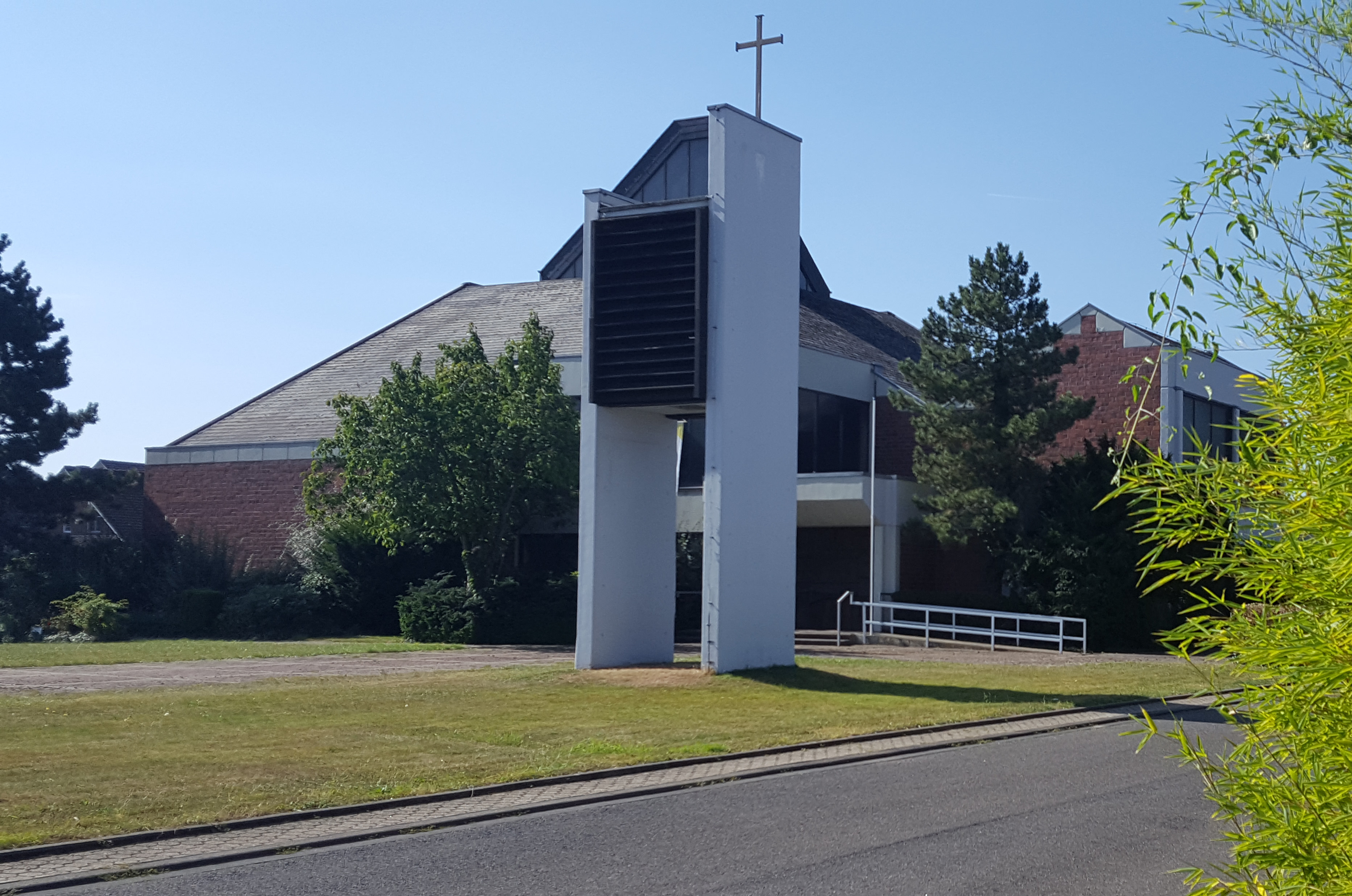
Die Kirche

Die Herz-Jesu-Kirche (ⓘ) ist eine ehemalige römisch-katholische Pfarrkirche und steht in Hoven, einem Stadtteil von Düren, Nordrhein-Westfalen. Sie wurde zwischen 1970 und 1972 nach Plänen von Helmut Lüttgen errichtet. Die Kirche wurde am 24. Februar 2024 profaniert.

## Geschichte
Hoven verfügte ursprünglich über kein eigenes Gotteshaus. Erst 1832 wurde eine kleine Kapelle auf dem jetzigen Arnold-Decker-Platz errichtet. Der Ort zählte seit jeher zur Pfarre Mariaweiler. 1926 erhielt Hoven gewisse Selbstständigkeit, da es zum Rektorat erhoben worden war. Am 6. Juli 1962 wurde Hoven dann pfarrlich endgültig von Mariaweiler abgetrennt und zur eigenständigen Pfarrei erhoben.

## Baugeschichte

### Vorgängerbauten
Eine erste kleine Kapelle wurde 1832 auf dem jetzigen Arnold-Decker-Platz errichtet. Sie war eine Stiftung der Eheleute Pohl aus Hoven. Dieses Gotteshaus genügte Anfang des 20. Jahrhunderts nicht mehr den Ansprüchen der Gemeinde, sodass man im Juli 1909 einen Kapellenbauverein gründete, der das Ziel hatte, eine neue Kapelle zu errichten. In Absprache mit dem Kölner Generalvikariat sollte die neue Kapelle auf dem Platz der 1832 errichteten Kapelle entstehen.
Die Idee zum Aussehen der Kapelle kam vom Düsseldorfer Hochschullehrer und Maler Wilhelm Döringer. Er skizzierte erste Zeichnungen und fertigte einen groben Entwurf an. Da er jedoch kein Architekt war, suchte man einen Architekten, der die Pläne zur Ausführung bringen konnte. Der damalige Kölner Diözesanbaumeister Franz Statz begutachtete zwar Döringers Pläne, er lehnte aber die Bauleitung ab. Schließlich fand sich der Kölner Architekt Heinrich Forthmann, der sowohl die Ausarbeitung der Pläne als auch die Bauleitung übernahm. Dabei überwachte Döringer auch die Ausführung. Am 18. Juni 1910 konnte Forthmann dem Kapellenbauverein die fertigen Baupläne vorlegen. Baubeginn war bereits am 19. November 1910 und der Grundstein wurde am 21. Mai 1911 gelegt. Mitte 1912 war die neue Kapelle fertiggestellt. Die feierliche Benediktion und das Lesen der ersten hl. Messe erfolgten am 29. September 1912 durch den Mariaweiler Pfarrer Johann Baptist Krumbach, er war von der erzbischöflichen Behörde in Köln dazu beauftragt worden. Die neue Hovener Kapelle war eine Saalkirche im Baustil des Neobarock. Sie besaß einen Dachreiter mit geschweifter Haube, welcher zwei Glocken fassen konnte. Die Kirche wurde nicht aus normalen Backsteinen, sondern aus Beton-Steinen erbaut. Die Maurerarbeiten nahm Johann Schumacher aus Hoven vor. Die Kosten beliefen sich auf 29.200 Mark. Im Zweiten Weltkrieg wurde das Gotteshaus stark beschädigt. Die Wiederherstellungsarbeiten zogen sich bis 1948 hin. 1952 wurde das Bauwerk letztmals renoviert, wobei im Innenraum eine neue, hölzerne Flachdecke eingezogen worden ist. Am 25. September 1955 konnte schließlich die neue Orgel der Orgelbauanstalt Karl Bach eingeweiht werden. 1926 wurde die Kapelle zur Rektoratskirche erhoben und 1962 dann zur Pfarrkirche. Da das Gebäude nicht mehr standsicher war, musste es 1977 abgerissen werden.

### Die heutige Pfarrkirche
Da die bisherige Herz-Jesu-Kirche von 1910/11 statische Probleme hatte, entschied sich die Pfarre zum Bau einer neuen Kirche an einem anderen Standort. Die Wahl zur Planung des Neubaus fiel auf den Dürener Architekten Helmut Lüttgen. Der erste Spatenstich fand am 29. Mai 1970 statt und am 29. April 1972 wurde die neue Pfarrkirche eingeweiht. Lüttgen plante einen zentralen Bau aus einem Sichtbetonskelett, welches durch rötliche Backsteinmauern gefüllt wurde. Über dem Altar, der sich an der Süd-West-Ecke des Gotteshauses befindet, erhebt sich eine Laterne mit großen Fensteröffnungen. In den Bau integriert ist auch eine Werktagskapelle und eine Sakramentskapelle. Im Nord-Westen befindet sich die Sakristei. 1978 erhielt die Hovener Pfarrkirche schließlich einen sehr niedrigen Glockenturm, der jedoch frei auf dem Kirchenvorplatz steht.
Ende Mai 2015 wurde bekannt, dass die Herz-Jesu-Kirche zukünftig nicht mehr vom Bistum Aachen bezuschusst werden soll. Dies ging aus dem im Bistum durchgeführten Prozess Kirchliches Immobilienmanagement (KIM) hervor, der mit Einsparungsmaßnahmen der Aachener Diözese zusammenhängt. Insgesamt will das Bistum 33 % der Instandhaltungskosten für Gebäude im Kirchenbesitz einsparen.
Am 24. Februar 2024 wurde die Kirche im Rahmen einer letzten Heiligen Messe profaniert. Das Gotteshaus wurde an einen privaten Investor verkauft, der im Innenraum die Errichtung von 10 Wohnungen plant. Der Altarraum soll nach dem Umbau weiterhin für Gottesdienste genutzt werden können. Hier soll auch ein Teil der Ausstattung wieder einen Platz finden.

## Ausstattung
Der Volksaltar und der Ambo sowie der Altar der Werktagskirche sind Werke des Künstlers Bücken. Dieser Künstler schuf weiterhin die Kerzenständer im Altarraum. Die Orgel von 1955 wurde aus der alten Kirche übernommen und in den 1970er Jahren umgebaut. Sie verfügt über 10 Register und zwei Extensionen auf zwei Manualen und Pedal und hat elektropneumatische Trakturen.  Ebenfalls aus der alten Kirche stammt der Tabernakel. Im Gegensatz zu vielen anderen Kirchenbauten besitzt die Herz-Jesu-Kirche keine Buntverglasung.

## Glocken
Im Glockenturm befinden sich insgesamt vier Glocken, von denen die vierte aus dem Dachreiter der alten Kirche übernommen wurde.
| Nr. | Name                   | Durchmesser (mm) | Masse (kg, ca.) | Schlagton (HT-1/16) | Gießer                                               | Gussjahr |
| 1   | Dreifaltigkeits-Glocke | 795              | 339             | h′ -2               | Hans Hüesker; Fa. Petit & Gebr. Edelbrock, Gescher   | 1978     |
| 2   | Christus-Glocke        | 672              | 202             | d″ -1               | Hans Hüesker; Fa. Petit & Gebr. Edelbrock, Gescher   | 1978     |
| 3   | Friedens-Glocke        | 607              | 140             | e″ +-0              | Hans Hüesker; Fa. Petit & Gebr. Edelbrock, Gescher   | 1978     |
| 4   | –                      | 480              | 85              | g″ -3               | Werner Hüesker; Fa. Petit & Gebr. Edelbrock, Gescher | 1925     |

Motiv: Idealquartett

## Rektoren und Pfarrer
Folgende Pfarrer wirkten bislang als Seelsorger an Herz Jesu in Hoven (bis zur Pfarrerhebung 1962 trugen die Seelsorger den Titel Rektor und unterstanden dem Pfarrer von Mariaweiler):
| von – bis | Name                                            |
| --------- | ----------------------------------------------- |
| 1925–1948 | Johannes Klotten (Rektor)                       |
| 1948–1950 | Franz Gathen (Rektor) † 01.11.1996              |
| 1951–1967 | Wilhelm Lantin (seit 1962 Pfarrer) † 22.05.1976 |
| 1967–1981 | Robert Frings † 06.10.2019                      |
| 1981–2010 | Heinrich Plum                                   |
| Seit 2011 | Norbert Glasmacher                              |